# Waitangi (Northland)
Waitangi è un minuscolo centro del Northland, nella parte più settentrionale dell'Isola del Nord neozelandese situato 60 km a nord di Whangarei.
Nel 1840 a Waitangi fu stipulato il patto tra emissari dell'Impero britannico e locali capi maori, attraverso il quale si poneva fine ai conflitti tra europei e indigeni, riconoscendo il territorio e i suoi abitanti come appartenenti alla Corona inglese.
Attualmente è possibile visitare la residenza privata (all'epoca apparteneva all'inglese James Busby, ma il suo inquilino più importante fu il governatore Lord Bledisoloe, che l'acquistò nel 1931), la quale è stata trasformata in museo.